# Carlos Van den Driessche
Carlos Urbain Anna Stella Henri Van den Driessche (ur. 31 sierpnia 1901 w Brukseli, zm. 14 maja 1972) – belgijski hokeista i wioślarz, czterokrotny olimpijczyk.

## Występy na IO
| Rok  | Igrzyska Olimpijskie | Konkurencja                         | Wyniki                       | Źródło |
| ---- | -------------------- | ----------------------------------- | ---------------------------- | ------ |
| 1924 | Chamonix 1924        | hokej na lodzie                     | 7. miejsce                   | [ 2 ]  |
| 1924 | Paryż 1924           | wioślarstwo – czwórka ze sternikiem | odpadł w 2. wyścigu 1. rundy | [ 3 ]  |
| 1928 | Amsterdam 1928       | wioślarstwo – dwójka bez sternika   | odpadł w 2. wyścigu 1. rundy | [ 4 ]  |
| 1936 | Ga-Pa 1936           | hokej na lodzie                     | 13. miejsce                  | [ 5 ]  |